# Twerk

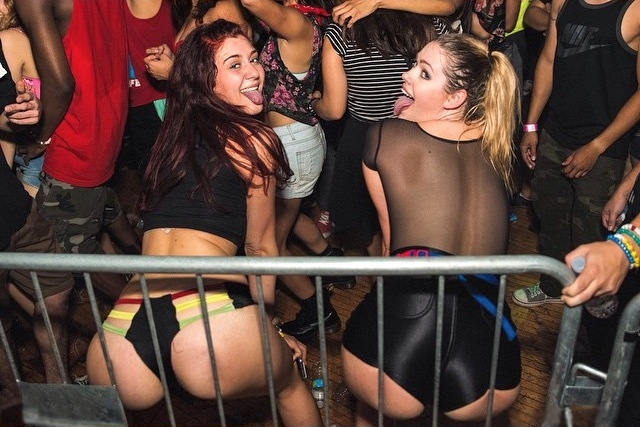
Duas mulheres dançando twerk

Twerk é um estilo de dança em que grande parte dos movimentos se concentram nos quadris e em agachamentos.

## Origens
O nome é provavelmente uma junção das palavras twist e jerk  (a primeira palavra pode ser vista como giro, volta, movimento circular; e a segunda como movimentos repentinos), duas palavras em inglês, já que a origem desta dança é New Orleans - E.U.A., mesmo com suas influências de danças de tribos da África Subsaariana, como mapouka, ela se moldou e se fortaleceu graças a presença do bounce music na região. Uma das expoentes mais populares desta dança é a bailarina Lexy Panterra.

## Popularidade
Em 2013, a atriz e cantora norte-americana  Miley Cyrus dançou twerk no videoclipe da musica We Can't Stop. Em uma premiação do mesmo ano, Miley Cyrus fez um twerk polêmico em sua apresentação, o que se tornou o assunto mais comentado da noite.
No primeiro do videoclipe do single Work, a cantora Rihanna e os seus dançarinos apresentam uma coreografia baseada no twerk. A música e o clipe têm participação do rapper canadense Drake. "Work" faz parte de ANTI (2016), oitavo álbum de estúdio da barbadiana. 
No Brit Awards 2016, em 24 de fevereiro, Rihanna e Drake cantaram "Work". A performance foi avaliada com uma das mais sensuais da noite.